# Pierre Emmanuel
Pierre Emmanuel (pseudonim, prawdziwe nazwisko Noël Jean Mathieu, ur. 3 maja 1916 w Gan, zm. 22 września 1984 w Paryżu) – francuski pisarz, dziennikarz, poeta i eseista.
W wieku 3 lat wraz z rodzicami wyjechał do Stanów Zjednoczonych, gdzie przebywał do 6 roku życia. W celu zdobycia edukacji został wysłany z powrotem do Francji, gdzie po ukończeniu szkoły podstawowej zaczął uczęszczać do szkoły prowadzonej przez lazarytów w Lyonie. Studiował na Uniwersytecie w Lyonie.
Członek Akademii Francuskiej od 25 kwietnia 1968 r. (fotel 4). Prezes międzynarodowego PEN Clubu w latach 1969–1971 oraz francuskiego PEN Clubu w latach 1973–1976.
Jego twórczość skupiała się na tematach religijnych, są to w większości apokaliptyczne wizje biblijne, potępienia współczesnej cywilizacji, wiersze, poematy i eseje. Tłumacz poezji polskiej.
Odznaczony Legią Honorową w klasie Oficera, Orderem Narodowym Zasługi w klasie Wielkiego Oficera oraz Orderem Sztuki i Literatury w klasie Komandora.

## Dzieła
Na podst. materiału źródłowego

- Élégies (1940)
- Tombeau d’Orphée (1941)
- XX Cantos (1942)
- Combats avec tes défenseurs (1942)
- Jour de colère (1942)
- Le poète et son Christ (Baconnière) (1942)
- Orphiques (1942)
- La Colombe (1943)
- Prière d’Abraham (1943)
- Sodome
- Cantos (1944)
- Le poète fou (1944)
- Memento des vivants (1944)
- La liberté guide nos pas (1945)
- Le Je universel chez Paul Éluard (1946)
- Tristesse ô ma patrie (1946)
- Poésie raison ardente (1947)
- Chansons du dé à coudre (1947)
- Qui est cet homme (1948)
- Car enfin je vous aime (1949)
- Babel (Desclée de Brouwer) (1952)
- L’ouvrier de la onzième heure (1954)
- Visage nuage (1956)
- Versant de l’âge (1958)
- Évangéliaire (1961)
- La nouvelle naissance (1963)
- Le goût de l’Un (1963)
- La face humaine (1965)
- Ligne de faîte (1966)
- Baudelaire devant Dieu (1967)
- Le monde est intérieur (1967)
- Jacob (1970)
- Pour une politique de la Culture (1971)
- Choses dites (Desclée de Brouwer) (1971)
- Sophia (1973)
- La révolution parallèle (1975)
- La vie terrestre (1976)
- Una ou la mort la vie (1978)
- Tu (1978)
- Duel (1979)
- L’Autre (1980)
- L’Arbre et le Vent (1981)
- L’autre (1982)
- Une année de grâce (1983)
- Le grand œuvre. Une cosmogonie (1984)